# Teste nuclear norte-coreano de janeiro de 2016
O teste nuclear norte-coreano de janeiro de 2016, que a Coreia afirmou ter sido um teste bem sucedido de uma bomba de hidrogênio, foi o quarto experimento do tipo do país, sendo realizado no dia 6 de janeiro, por volta das 11h30 locais.

## Eventos
Inicialmente, o Serviço Geológico dos Estados Unidos detectou um abalo sísmico de magnitude 5,1, na região de Pungyye-Ri, onde os norte-coreanos já haviam realizado três detonações nucleares, em 2006, 2009 e 2013. O abalo foi sentido em algumas regiões da China, próximo à fronteira sino-coreana. Logo de imediato, autoridades sul-coreanas e chinesas declararam que o tremor claramente teve uma origem artificial, possivelmente provocada por uma explosão nuclear.
Poucas horas após o tremor, um comunicado emitido pela televisão estatal norte-coreana KCTV confirmou que o país havia realizado um teste bem sucedido com uma bomba de hidrogênio, autorizado pelo líder Kim Jong-Un, no dia 15 de dezembro de 2015. A potência explosiva de uma bomba H costuma ser consideravelmente maior do que o de uma arma nuclear comum. Não obstante, a comunidade internacional acredita se tratar de uma bomba de fissão comum, levando-se conta que o tremor gerado foi relativamente fraco. Segundo estimativas de autoridades norte-americanas e russas, o artefato teve um rendimento entre 6 - 9 quilotons. Para efeito de comparação, a bomba atômica que destruiu Hiroshima, em 1945, tinha uma potência de 15 quilotons.

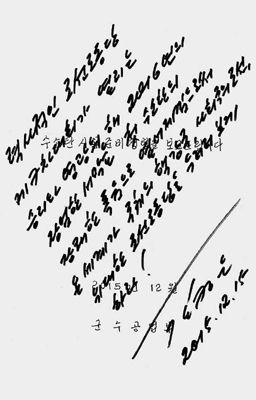
Decreto assinado por Kim Jong-Un autorizando o teste

Ao contrário das outras experiências, dessa vez Pyongyang não comunicou a outros governos da realização do teste. Por outro lado, fotos de satélite mostram que escavações no campo de testes já vinham sendo feitas desde abril de 2015. No dia 10 de janeiro, o líder norte-coreano justificou a realização do teste. Segundo Kim Jong-Un, foi um ato de "autodefesa", necessário para manter a soberania do país e a paz na península coreana, diante da "ameaça imperialista" liderada pelos Estados Unidos, mas sem a intenção de ameaçar ou provocar outras nações. Contudo, o evento aumentou a tensão na região, tecnicamente em guerra desde os anos 1950. A Guerra da Coreia foi suspensa em 1953 após um armistício, mas até hoje não foi assinado um acordo de paz.

## Reação internacional
O teste foi amplamente condenado pela comunidade internacional.
- Coreia do Sul: "Uma grave provocação" e uma "ameaça ao futuro", declarou a presidente da Coreia do Sul, Park Geun-Hye.
- Estados Unidos: A Casa Branca, através de seu porta-voz Ned Price, voltou a exigir que a Coreia do Norte cumpra suas obrigações internacionais.
- China: A principal aliada de Pyongyang afirmou se "opor firmemente" àquelas experiências nucleares.[15]
- Brasil: Por meio do Itamaraty, o governo brasileiro declara estar "preocupado" com a detonação de uma arma nuclear, e conclama a Coreia do Norte a por fim aos testes atômicos.[16]
- Japão: O teste foi "energicamente condenado" pelo primeiro-ministro japonês Shinzo Abe, que garantiu que seu país dará uma "firme resposta".[17]
- França: O presidente François Hollande  classificou o teste como "inaceitável".[17]

## Novas sanções da ONU
Em virtude do teste nuclear, seguido do lançamento de um foguete no mês seguinte (que várias nações afirmaram ser na verdade mais um teste com um míssil), o Conselho de Segurança da ONU decidiu endurecer ainda mais as sanções contra a Coreia do Norte. Algumas das novas medidas são:
- Todos os países membros das Nações Unidas devem inspecionar mercadorias provindas da Coreia do Norte, ou que se destinem àquele país;
- Embarcações que estiverem transportando cargas ilegais ou proibidas à Coreia do Norte estão impedidos de fazer escala nos portos dos membros da ONU;
- Proibição à exportação de combustível aeroespacial e minérios, que possam ter utilidade em projetos militares de Pyongyang, tais como: ferro, carvão, terras raras ou titânio;
- Artigos de luxo também estão na lista de mercadorias vetadas - ainda que somente a elite do regime norte-coreano possa comprá-los;
- Os Estados-Membros da ONU estão autorizados a expulsarem diplomatas norte-coreanos envolvidos em atividades ilícitas;
- Bloqueio de fundos de empresas "laranjas" financiadas ou controladas por Pyongyang.